# Amara Diané
Amara Diané (ur. 19 sierpnia 1982 w Abidżanie) – iworyjski piłkarz grający na pozycji napastnika.

## Kariera klubowa
Piłkarską karierę Diané rozpoczął w szkółce piłkarskiej ASEC Mimosas, jednej z największych na afrykańskim kontynencie. Grał w młodzieżowej drużynie ASEC, ale z czasem wyemigrował do Francji. Trenował w zespole FC Rouen, a w 2000 roku odszedł do piątoligowego FC Mantes 78. Tam grał przez dwa lata, a w 2002 roku został zawodnikiem innego piątoligowca, US Roye. W Roye wykazał się wysoką skutecznością i zdobył 26 goli zdobywając tym samym tytuł króla strzelców piątej ligi. W 2003 roku Amara trafił do Stade de Reims. Także w trzeciej lidze wykazywał skuteczność i zdobywając 19 goli dla Reims przyczynił się do awansu klubu do Ligue 2. Na drugim froncie grał przez rok w barwach Reims i zaliczył 8 trafień.
W lipcu 2005 roku zmienił barwy klubowe i został piłkarzem grającego w ekstraklasie Francji Racingu Strasbourg, który zapłacił za niego 1,3 miliona euro. W Ligue 1 zadebiutował 30 lipca w zremisowanym 0:0 spotkaniu z AJ Auxerre, jednak na początku sezonu był tylko rezerwowym. W listopadzie zdobył pierwszego gola w pierwszej lidze, a Strasbourg uległ na wyjeździe 3:4 FC Nantes. Jednak od tego czasu Amara coraz częściej występował w pierwszym składzie i zdobył łącznie 9 bramek w Ligue 1 oraz dwie w Pucharze UEFA.
Zespół ze Strasburga spadł do Ligue 2, a latem 2006 roku Diané zamienił Racing na stołeczny Paris Saint-Germain (kosztował 3 miliony euro). W nowej drużynie po raz pierwszy wystąpił 10 września przeciwko Olympique Marsylia (1:3). W pierwszym sezonie na Parc des Princes zdobył 5 bramek, a w kolejnym był najskuteczniejszym zawodnikiem zespołu z 11 golami na koncie i walnie przyczynił się do utrzymania PSG w lidze oraz zdobycia Pucharu Ligi Francuskiej.
W 2008 roku Diané, pomimo ofert z Newcastle United i Portsmouth F.C., odszedł za 7 milionów euro do katarskiego klubu Al-Rayyan. Następnie grał w Al-Gharafa oraz klubach z ZEA, Al-Nasr Dubaj i Al Dhafra Club i belgijskim AFC Tubize.
| Sezon   | Klub                | Kraj                         | Rozgrywki            | Mecze | Bramki |
| ------- | ------------------- | ---------------------------- | -------------------- | ----- | ------ |
| 2000/01 | FC Mantes 78        | Francja                      | 5. liga              | ?     | ?      |
| 2001/02 | FC Mantes 78        | Francja                      | 5. liga              | ?     | ?      |
| 2002/03 | US Roye             | Francja                      | 5. liga              | 34    | 26     |
| 2003/04 | Stade de Reims      | Francja                      | Championnat National | 35    | 19     |
| 2004/05 | Stade de Reims      | Francja                      | Ligue 2              | 34    | 8      |
| 2005/06 | RC Strasbourg       | Francja                      | Ligue 1              | 34    | 9      |
| 2006/07 | Paris Saint-Germain | Francja                      | Ligue 1              | 33    | 5      |
| 2007/08 | Paris Saint-Germain | Francja                      | Ligue 1              | 38    | 11     |
| 2008/09 | Al-Rayyan           | Katar                        | Q-League             | 25    | 20     |
| 2009/10 | Al-Rayyan           | Katar                        | Q-League             | 17    | 7      |
| 2010/11 | Al-Rayyan           | Katar                        | Q-League             | 11    | 2      |
| 2010/11 | Al-Gharafa          | Katar                        | Q-League             | 11    | 5      |
| 2011/12 | Al-Nasr Dubaj       | Zjednoczone Emiraty Arabskie | UFL                  | 18    | 7      |
| 2012/13 | Al Dhafra Club      | Zjednoczone Emiraty Arabskie | UFL                  | 21    | 4      |
| 2014/15 | AFC Tubize          | Belgia                       | Tweede klasse        | 14    | 3      |

## Kariera reprezentacyjna
W sierpniu 2006 roku Diané został po raz pierwszy powołany do reprezentacji Wybrzeża Kości Słoniowej na spotkanie z Senegalem, jednak nie wystąpił w nim z powodu kontuzji. Opuścił także kolejne spotkania, na które był powoływany: z Gabonem oraz ze Szwecją. Wystąpił dopiero 24 marca w meczu z Madagaskarem (3:0), w którym zdobył gola. Był bliski wyjazdu na Puchar Narodów Afryki 2008, jednak nie znalazł się w ostatecznej 23-osobowej kadrze na ten turniej.